# Культура (Опарінський район)
Культу́ра (рос. Культура) — присілок у складі Опарінського району Кіровської області, Росія. Входить до складу Опарінського міського поселення.
Населення становить 313 осіб (2010, 331 у 2002).
Національний склад станом на 2002 рік — росіяни 93 %.